# Megaselia ustulithorax
Megaselia ustulithorax är en tvåvingeart som beskrevs av Rudolf Beyer 1965. Megaselia ustulithorax ingår i släktet Megaselia och familjen puckelflugor. Inga underarter finns listade i Catalogue of Life.